# Melly Oitzl
Melly S. Oitzl (numele complet Maria-Silvana Oitzl, n. 1955, Lind/Arnoldstein, Austria) este o cercetătoare austriacă în domeniul neurologiei comportamentale. Ea este profesor asociat de farmacologie medicală la Universitatea din Leiden și profesor adjunct de neurobiologie cognitivă la Universitatea din Amsterdam. Oitzl este interesată în special de relațiile dintre stres, cogniție și emoție. Ea a obținut un doctorat în științe cu mențiunea magna cum laude în 1989 la Universitatea din Düsseldorf. Oitzl a fost membru al comitetului executiv și trezorier al European Brain and Behaviour Society. În conformitate cu Web of Science, Oitzl a publicat mai mult de 130 de articole în reviste științifice, care au fost citate de peste 5000 de ori, cu un h-index de 33.